# Trichopus sempervirens
Trichopus sempervirens là một loài thực vật có hoa trong họ Dioscoreaceae. Loài này được (H.Perrier) Caddick & Wilkin mô tả khoa học đầu tiên năm 2002.